# Heleu
Heleu (en grec antic: Ἕλειος 'Heleios') va ser, segons Apol·lodor, un heroi grec, el fill petit de Perseu i d'Andròmeda. Va néixer a Micenes i va acompanyar Amfitrió en l'expedició a l'illa de Tafos a lluitar conta els pirates tafis, i després de la victòria va compartir amb Cèfal la sobirania de l'illa.
Se li atribueix la fundació de la ciutat d'Helos, a Lacònia.